# Linothele paulistana
Espèce
Synonymes
- Diplura paulistana Mello-Leitão, 1924
- Diplura annulifila Mello-Leitão, 1937
- Linothele annulifila (Mello-Leitão, 1937)

Linothele paulistana est une espèce d'araignées mygalomorphes de la famille des Dipluridae.

## Distribution
Cette espèce est endémique du Brésil. Elle se rencontre de l'État de São Paulo à l'État de Santa Catarina.

## Description
La femelle holotype mesure 35 mm.

## Systématique et taxinomie
Cette espèce a été décrite sous le protonyme Diplura paulistana par Mello-Leitão en 1924. Elle est placée dans le genre Linothele par Raven en 1985.
Diplura annulifila a été placée en synonymie par Drolshagen et Bäckstam en 2021.

## Étymologie
Son nom d'espèce lui a été donné en référence au lieu de sa découverte, l'État de São Paulo.

## Publication originale
- Mello-Leitão, 1924 : « Quelques arachnides nouveaux du Brésil. » Annales de la Societé Entomologique de France, vol. 93, p. 179-187.